# Яхновський Іван Тимофійович
Іван Тимофійович Яхновський (13 (25) червня 1881, Комишня — 8 листопада 1966, Москва) — учасник революційного руху в Росії. Член РСДРП з 1901 року.

## Біографія

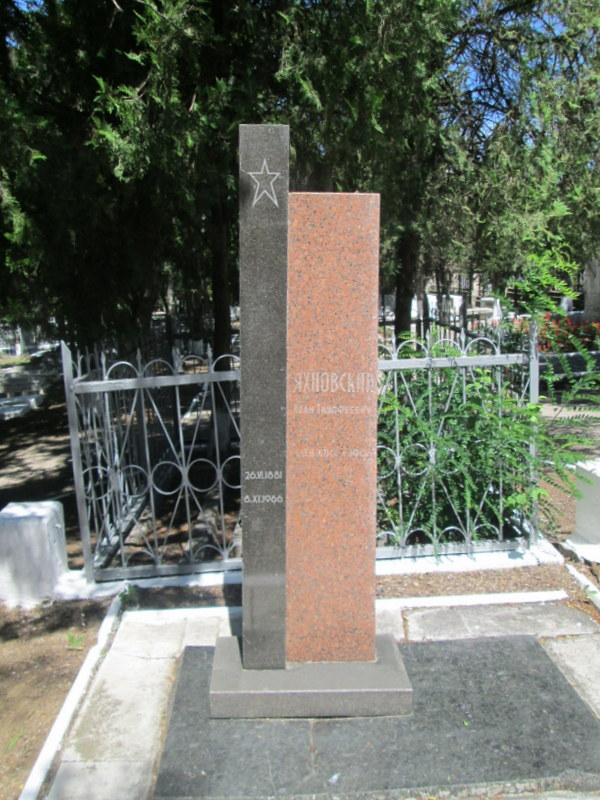
Могила Івана Яхновського

Народився 13 (25 червня) 1881 року в містечку Комишні Миргородського повіту Полтавської губернії (нині Миргородського району Полтавської області) в сім'ї робітника. З 1895 — робітник у Харкові.
У 1902 році покликаний у флот, з 1903 року один з організаторів і голова соціал-демократичної організації Чорноморського флоту у Севастополі. У 1904 році заарештований, втік, емігрував до Женеви. У 1905 році — член комітету РСДРП в Ростові-на-Дону, потім вів партійну роботу в Петербурзі. З 1908 року — на каторзі і в засланні в Східному Сибіру.
Учасник Лютневої революції і Жовтневого перевороту 1917 року в Іркутську. У 1918 році — командир партизанського загону, потім комісар 69-ї бригади Червоної Армії. У 1920 році — член Іркутського міськкому і повіткому РКП(б), член Президії міськради. У 1921—1923 роках — на керівній роботі в ВНК — ГПУ. З 1924 року — на відповідальній господарській роботі.
З 1943 року — персональний пенсіонер. Автор статей про революційний рух в Чорноморському флоті. Помер 8 листопада 1966 року у Москві. Похований у Севастополі на кладовищі Комунарів.

## Твори
- Революционная работа в Черноморском флоте, «КИС», 1925, № 5(18);
- Подпольная работа моряка в 1903—1904 гг., «Воен.-ист. журн.», 1963, № 11;
- Незабываемое, «ВИ КПСС», 1965, № 6.